# ノーザン・フューリーFC
ノーザン・フューリーFC（英: Northern Fury FC）は、オーストラリアの北東部、クイーンズランド州の都市タウンズビルに本拠地を置いていた、サッカークラブである。

## 概要
2008年にクラブが発足。当時のクラブ名はノース・クイーンズランド・フューリーFCであった。クラブはオーストラリアのプロサッカーリーグのAリーグに加入の条件を満たしており、2008-09シーズンにゴールド・コースト・ギャラクシーFCと共にAリーグに参入予定であったが、リーグの整備・拡大の不足のため、オーストラリアサッカー協会によって参加が見送られた。翌2009-10シーズンより正式参入を果たした。2010-2011シーズン終了後、財政上の問題等からライセンスを剥奪されたため、Aリーグから脱退が決定した。
2012年、クラブはノーザン・フューリーFCとして新たに再編され、Aリーグの一つ下のカテゴリーにあたるクイーンズランド州プレミアリーグに参加することとなった。
2018年にクラブは解散した。

## 過去の成績

### Aリーグ
| 年度    | レギュラーシーズン | ファイナルシリーズ |
| ------- | ------------------ | ------------------ |
| 2009-10 | 7位                | ─                  |
| 2010-11 | 11位               | ─                  |

## 歴代監督
- フランティシェック・ストラカ 2010-2011

## 歴代所属選手
DF
- 海本幸治郎 2009

MF
- ウフク・タレイ 2009-2011
- テリー・クック 2009-2010

FW
- ロビー・ファウラー 2009.2-2010